# Sulo Toivonen
Sulo Ilmari Toivonen, född 12 januari 1909 i Somero, död 6 maj 1995 i Helsingfors, var en finländsk zoolog.
Toivonen blev filosofie doktor 1941. Han var 1941–1952 assistent i zoologi vid Helsingfors universitet, blev 1945 docent i ontogeni och utvecklingsfysiologi och var 1952–1973 extra ordinarie professor i experimentell zoologi.
Toivonen vann världsrykte med sina studier av den embryonala induktionen. Hans elev Lauri Saxén förde vidare hans utvecklingsbiologiska forskningstradition, som fortsättningsvis är mycket produktiv vid Helsingfors och Uleåborgs universitet (genom Seppo Vainio). Förutom ett stort antal vetenskapliga artiklar inom embryologi och utvecklingsfysiologi utgav Toivonen monografin Primary embryonic induction (tillsammans med Saxén, 1962) och läroboken Selkärankaisten vertaileva anatomia (1964).